# Wildflower
Wildflower és una pel·lícula de comèdia dramàtica estatunidenca de 2022 dirigida per Matt Smukler i escrita per Jana Savage, a partir d'una història dels mateixos Smukler i Savage. És protagonitzada per Kiernan Shipka, Dash Mihok, Charlie Plummer, Jean Smart, Alexandra Daddario, Reid Scott, Erika Alexander, Samantha Hyde, Brad Garrett i Jacki Weaver. S'ha subtitulat al català.
La pel·lícula es va projectar per primer cop al Festival Internacional de Cinema de Toronto el 12 de setembre de 2022 i es va estrenar el 17 de març de 2023.